# Emmanuel Looten
Emmanuel Looten est un poète, dramaturge, critique littéraire et artistique français, né le 6 novembre 1908 et mort à Bergues le 30 juin 1974.

## Vie et œuvres
Quincailler en gros avec son frère Charles, il est connu comme poète. Après un premier recueil, À cloche-rêve, paru en 1939, il publiera de nombreuses œuvres : des pièces de théâtre, mais surtout des recueils de poésie. Antoine Adam le définit comme "un de ces hommes qui vivent puissamment enfoncés dans l'univers charnel et qui parlent avec force poussées obscures de l'instinct". Il doit à Verhaeren, plus encore à Ghelderode, à Michaux, à Bosch et à Ensor. Sa poésie, faite d'éruptions brutales, mais aussi de savantes inventions verbales, est un mélange constant de puissance et de préciosité. C'est un baroque, au métier éminemment plastique, très authentiquement poète au demeurant. Il a combattu durant la Seconde Guerre mondiale comme pilote aviateur. Il dirige, dans sa ville natale, une entreprise commerciale et s'intéresse passionnément à la peinture d'avant-garde.
Il a également écrit de nombreux articles de critique littéraire ou artistique et donné des conférences à Paris, Bruxelles, Anvers.
Ses poésies sont beaucoup influencées par la Flandre, sa région natale : "Nos Flandres sont douces. Elles sont Gezelle ou Erasme. Elles sont fortes : elles sont Jean Bart ou Barentz" ("La poésie aux yeux de cœur", exposé à la Faculté des Lettres de Lille, 1951). Il était l'ami du peintre Arthur Van Hecke.
Ses textes auront été illustrés par Karel Appel, René de Graeve, André Dourdin, Jean Fautrier, Lucio Fontana, Roger-Edgar Gillet, Georges Mathieu, Michel Tapié, Sofu Teshigahara, Arthur Van Hecke. Ses œuvres ont été préfacées, notamment, par Paul Hazard, René Huyghe, Stéphane Lupasco, Paul Valéry.

## Récompenses
- (1945) Médaille de vermeil de l'Académie d'Arras
- (1946) Grand prix des lettres de la Société des sciences et des arts de Lille
- (1948) Rose d'or de la Société des Rosati
- (1948) Prix Verlaine par la Société des poètes français pour son œuvre L'Opéra fabuleux
- (1949) Prix de poésie de l'Académie française (décision d'Henri Mondor) pour Sortilèges
- (1958) Rose d'or de la Société des Rosati
- (1959) Grand Prix des muses du Club artistique de France